# Missak Manouchian
Missak Manouchian ou Michel Manouchian (Hısn-ı Mansur, Império Otomano, 1 de setembro de 1906 – Fortaleza de Mont-Valérien, Suresnes, França ocupada, 21 de fevereiro de 1944) foi um operário e poeta armênio que imigrou para a França, onde se tornou um dos principais membros da Resistência do interior francês dentro do FTP-MOI durante a Segunda Guerra Mundial.
Sobrevivente do genocídio armênio e formado como carpinteiro, refugiou-se em 1925 na França, país de "escolha" de sua esposa Mélinée. Torneiro autodidata, ingressou no movimento antifascista liderado pelo Partido Comunista Francês após 6 de fevereiro de 1934. Em julho de 1935, tornou-se membro da Internacional Comunista ao acessar a direção do jornal Zangou, editado pela Seção Francesa do Comitê de Socorro à Armênia, depois da União Popular Franco-Armênia, parte da organização Main-d'œuvre immigrée (MOI) entre os trabalhadores armênios.
Militante clandestino a partir de junho de 1940, foi preso no dia seguinte ao ataque alemão à URSS. Liberado rapidamente, foi então transferido em fevereiro de 1943 para o FTP-MOI na região de Paris. Enquanto as prisões se sucedem, ele é escolhido em agosto de 1943 para ser comissário militar e foi preso três meses depois. Figura da resistência armada, morreu, conforme escreveu à esposa, "como um soldado regular do Exército Francês de Libertação" com vinte e dois de seus camaradas.

## Biografia

### A infância de um refugiado: da Turquia ao Líbano (1906-1925)

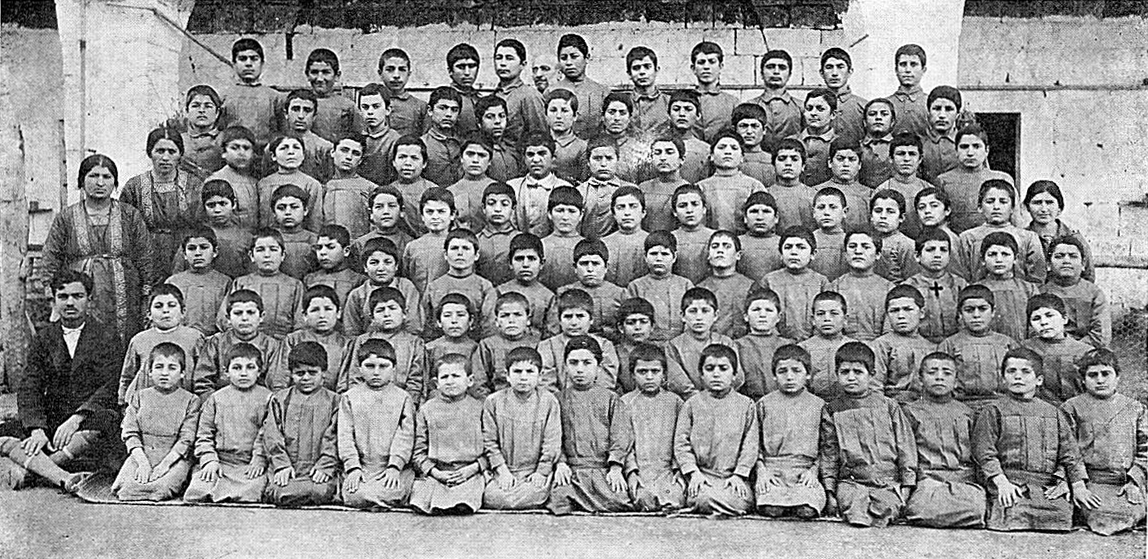
Missak Manouchian no orfanato de Jounieh em 1919

Missak Manouchian ("Manouchian" é uma forma achkharapar de "Manoukian", patronímico que vem de manoug, que significa "criança") ou Michel Manouchian (nome que ele usava para assinar) foi o quarto e último filho de uma família de camponeses armênios católicos da cidade otomana de Adıyaman, uma antiga fortaleza de Comagena e depois do condado de Edessa. Ele tinha nove anos em 1915, no início do genocídio armênio, quando seu pai, Kevork, foi morto com armas na mão, enquanto policiais turcos e auxiliares improvisados realizavam uma feroz repressão contra as inúmeras milícias de autodefesa que foram formadas para proteger os cerca de cinco mil armênios da província  dos massacres. A deportação dos armênios de Adıyaman ocorre em meados de julho. Doente, sua mãe, Vardouhi Kassian, morreu algum tempo depois de seu marido, debilitado pela grande fome. Ele e seu irmão Garabed foram salvos por uma família curda que os acolheu.
No final da Primeira Guerra Mundial, ele foi acolhido pela comunidade armênia e transferido com seu irmão para um orfanato aberto por uma organização humanitária fundada pelo embaixador dos Estados Unidos Henry Morgenthau, na região de Jounieh, ao sul de Jbeïl.

### Imigrante armênio na França (1925-1934)

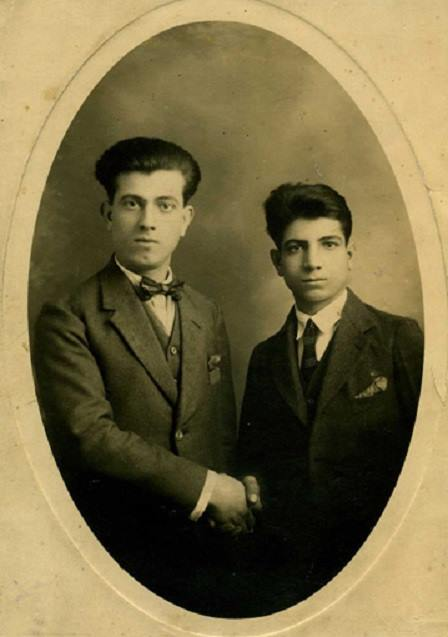
Karabet e Missak em 1925

Em 1925, Missak e Karabet (ou Garabed) desembarcaram em Marselha, sem dúvida graças a uma rede de imigração ilegal. Missak trabalhou como carpinteiro, principalmente em La Seyne. Então os dois irmãos decidiram ir para Paris. Tendo Karabet adoecido, Missak foi contratado como torneiro nas fábricas da Citroën, para apoiá-los. Karabet morreu no entanto em 1927.[carece de fontes?]
Atlético, foi escolhido em 1929 como modelo pelo amigo pintor Krikor. Ele também posou para Carzou. Ele entrou no mundo artístico, se interessou por literatura e escreveu poemas. Conheceu o jornalista Aram Andonian, cronista do genocídio, na livraria Nubar, que dirigia. Quando a Grande Depressão atingiu o início dos anos 1930, ele perdeu o emprego. Ele então ganhou a vida com trabalhos informais e esporádicos. Frequentou as universidades operárias da CGT e ia todas as manhãs à biblioteca de Sainte-Geneviève.[carece de fontes?]
Com um amigo armênio, Kégham Atmadjian, também conhecido como Séma (ou Semma), ele se matriculou na Sorbonne como estudante livre. Eles fizeram cursos de literatura, filosofia, economia política e história. Juntos fundaram a revista Ջանք (Tchank, "esforço") em 1930-1931. Nessa revista, eles publicam artigos sobre literatura francesa e literatura armênia, traduções armênias de Baudelaire, Verlaine e Rimbaud.

### O militante comunista no HOC (1934-1935)
Em 1934, Missak ingressou no Partido Comunista Francês (PCF), bem como no HOC (Comitê de Socorro para a Armênia, mais particularmente sua seção francesa), originalmente HOK (Haï Oknoutian Komité), forma abreviada de Hayastani Oknoutian Komité onde Hayastani corresponde a "Armênia". O HOK foi criado em 13 de setembro de 1921 pelo governo da República Soviética da Armênia para arrecadar recursos na diáspora, enquanto a Armênia sofria o bloqueio dos Aliados, ao mesmo tempo que a Rússia Soviética.[carece de fontes?]
Como na maioria dos países ocidentais com uma comunidade armênia, uma organização política deles foi aberta na França, por volta de 1925. Em 1935,  tornou-se tanto a seção francesa do HOK quanto a organização de massa do PCF na direção da comunidade armênia na França e a seção armênia do MOI, uma organização com fortes laços com a Internacional Comunista (o Comintern).[carece de fontes?]
A personalidade principal do HOK ou HOC foi à época Haïc Kaldjian. A força de trabalho do HOC é de aproximadamente sete mil pessoas na época da Frente Popular, ou seja, uma das mais altas do MOI. Sua sede estava localizada na rua Bourdaloue. Missak era então membro do comitê do Quartier Latin e um dos primeiros colaboradores do jornal do HOC.[carece de fontes?]
Em 1934-1935, época da ascensão da Frente Popular, o HOC experimentou um aumento significativo em número de membros e precisava de novos quadros políticos.  No congresso de julho de 1935, Missak Manouchian foi proposto pela administração para o cargo de "segundo secretário" (Haïc Kaldjian sendo o primeiro como "secretário geral”) e eleito, tornando-se membro permanente da organização. Tornou-se também membro do conselho central, ao mesmo tempo, entre outros, como Mélinée Assadourian, delegada do comitê de Belleville, que também foi contratada como secretária (datilógrafa); ela se tornou companheira de Missak em 1937.

### Do jornalZangouà UPFA (1936-1939)
Uma das responsabilidades de Missak era ser editor-chefe do jornal do HOC, que em 1935 recebeu o nome de Zangou, do nome de um rio que atravessa Yerevan. O papel original do jornal era ajudar a apoiar a Armênia soviética; na década de 1930, divulgava informações sobre este país e sobre a URSS (Zangou transmitiu, por exemplo, a propaganda stalinista sobre os julgamentos de Moscou) e desenvolveu um ponto de vista progressista sobre a imigração armênia, entre vários outros assuntos. Uma seção importante é a da correspondência dos trabalhadores, conhecida como Rabcor, na verdade uma seleção de notícias das unidades de negócios. Há também reportagens e artigos culturais. A partir de julho de 1936, o jornal atuou em defesa da República Espanhola.[carece de fontes?]
Ao mesmo tempo em que ocorria o refluxo da Frente Popular, a organização passava por dificuldades que levaram à sua dissolução em 1937. Depois deu-se a criação de uma nova estrutura, a União Popular Franco-Armênia. Zangou cessou de circular em 1937.[carece de fontes?]
No final de 1937, Missak Manouchian foi delegado ao 9.º congresso do PCF e, em geral, manteve uma atividade militante significativa até o verão de 1939.[carece de fontes?]

### A guerra e a resistência (1939-1942)
Lutando contra a morte, viver sendo o único problema...— M. Manouchian, « Le Miroir et moi ».

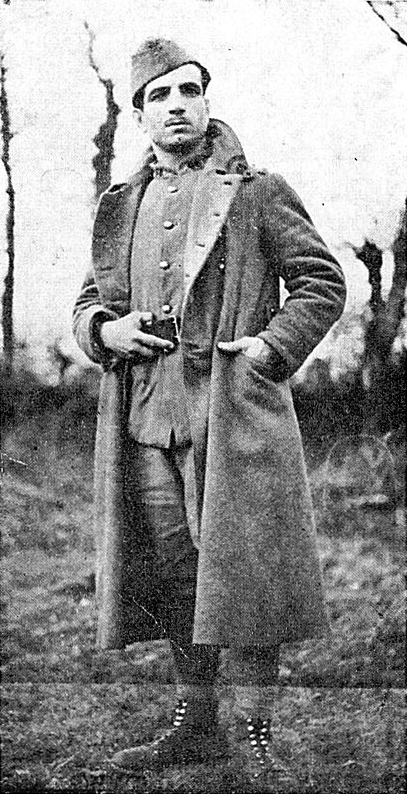
Missak Manouchian na luta armada

Em 2 de setembro de 1939, Missak Manouchian foi preso, assim como Haïc Kaldjian, enquanto a proibição do Partido Comunista e de organizações próximas ocorreu apenas em 26 de setembro, um mês após o pacto germano-soviético. Manouchian pode, no entanto, ser libertado da prisão em outubro e foi designado como voluntário em uma unidade estacionada em Morbihan. Após a derrota do exército francês em junho, ele permaneceu sob o controle das autoridades na fábrica Gnome et Rhône em Arnage (Sarthe), de onde saiu ilegalmente no início de 1941 para retornar a Paris. Ele foi preso novamente logo após o 22 de junho de 1941, data da invasão da URSS pelos alemães, e encarcerado sob controle alemão no campo de Compiègne. Ele foi libertado depois de algumas semanas, sem acusações contra ele. Ele morou com sua esposa, Mélinée, na rua de Plaisance, 11, no 14.º arrondissement de Paris de 1941 até 16 de novembro de 1943, data de sua prisão.[carece de fontes?]
A partir de 1941, ingressou na militância clandestina. Há pouca informação sobre suas atividades no MOI. Ele se tornou líder político da seção armênia durante o ano de 1941, encontrando-se assim sob a autoridade do "triângulo" da direção do ME: Louis Gronowski, Simon Cukier, sob o controle de Jacques Duclos. Um elemento interessante reside na familiaridade durante esses anos dos Manouchians com Micha e Knar Aznavourian, simpatizantes comunistas, engajados na resistência em uma atividade muito importante, o "trabalho alemão" (a desmoralização dos soldados alemães e assistência em sua deserção; o recrutamento de agentes alemães para a inteligência), como testemunhou Charles Aznavour, particularmente em 1985.[carece de fontes?]

### FTP MOI (1943)
Você não faz nada de mal, você só mata assassinos.— M. Manouchian, fevereiro de 1943.
Em fevereiro de 1943, Manouchian entrou no FTP-MOI (Francs-tireurs et partisans – main-d'œuvre immigrée) de Paris: grupos armados formados em abril de 1942 sob a liderança de Boris Holban, um judeu originário da Bessarábia. O primeiro destacamento ao qual ele foi designado era formado principalmente por judeus romenos e húngaros e alguns armênios. Em 17 de março, ele participou de sua primeira ação armada, em Levallois-Perret. A sua indisciplina valeu-lhe uma repreensão e um afastamento.
Em julho de 1943, tornou-se comissário técnico do FTP-MOI de Paris, em agosto foi nomeado comissário militar para a região de Paris, no lugar de Boris Holban tirado do cargo por motivos disciplinares, enquanto Joseph Epstein, responsável por outro grupo de FTP-MOI tornou-se responsável pelos Francs-tireurs et partisans para toda a região de Paris. Manouchian teve sob o seu comando três destacamentos que perfaziam um total de cinquenta militantes. Seu grupo foi responsável pela eliminação de Marcel Rayman, Leo Kneler e Celestino Alfonso), em 28 de setembro de 1943, do general Julius Ritter, assessor pela França de Fritz Sauckel, responsável pela mobilização dos trabalhadores (STO) na Europa ocupada pelos nazistas. Os grupos de Manouchian realizaram cerca de trinta operações em Paris de agosto a meados de novembro de 1943.[carece de fontes?]

### Instrumento de propaganda de Vichy (1944)

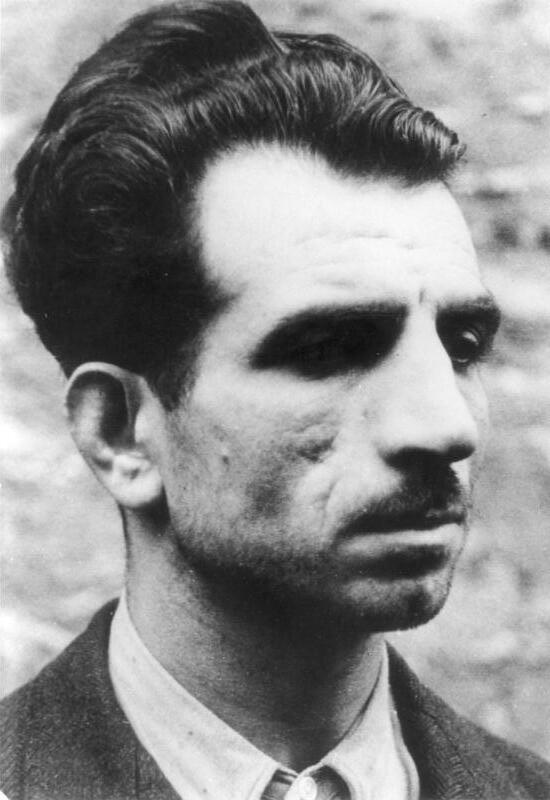
Retrato preservado nos arquivos federais alemães e reproduzido no Cartaz Vermelho

A Brigada Especial nº 2 da Inteligência Geral realizou duas varreduras em março e julho de 1943.  A partir daí, ela conseguiu realizar um vasto acompanhamento que culminou no desmantelamento completo do FTP-MOI parisiense em meados de novembro, com 68 prisões, incluindo as de Manouchian e Joseph Epstein. Na manhã de 16 de novembro de 1943, Manouchian foi preso na estação de Évry Petit-Bourg. Sua esposa, Mélinée, escondida pelos Aznavourianos, escapou da polícia; seu ajudante Arpen Tavitian ("Armenak Manoukian") também foi capturado.
Missak Manouchian, torturado, e vinte e três de seus camaradas foram entregues aos alemães do Geheime Feldpolizei (GFP), que exploram o caso para fins de propaganda. O tribunal militar alemão na Grande Paris julgou os 24 combatentes da resistência presos, incluindo Manouchian. Um julgamento simulado foi conduzido de maneira expedita em 19 de fevereiro no Hotel Continental na presença de jornalistas. Manouchian se voltou para seus acusadores e lhes disse « Vocês herdaram a nacionalidade francesa, nós a merecemos ». A imprensa colaboracionista denunciou o "cinismo de réus que assumem integralmente os atentados que cometeram".[carece de fontes?]
Dez dos réus foram selecionados para a composição do Cartaz Vermelho, no qual consta a frase "o exército do crime". O tribunal pronunciou vinte e três sentenças de morte. Em 21 de fevereiro de 1944, os vinte e dois homens do grupo dos condenados à morte foram baleados em Mont-Valérien, recusando-se a ser vendados, enquanto Olga Bancic foi transferida para a Alemanha e decapitada na prisão de Stuttgart em 10 de maio de 1944.

## Destino póstumo

### Cartaz Vermelho

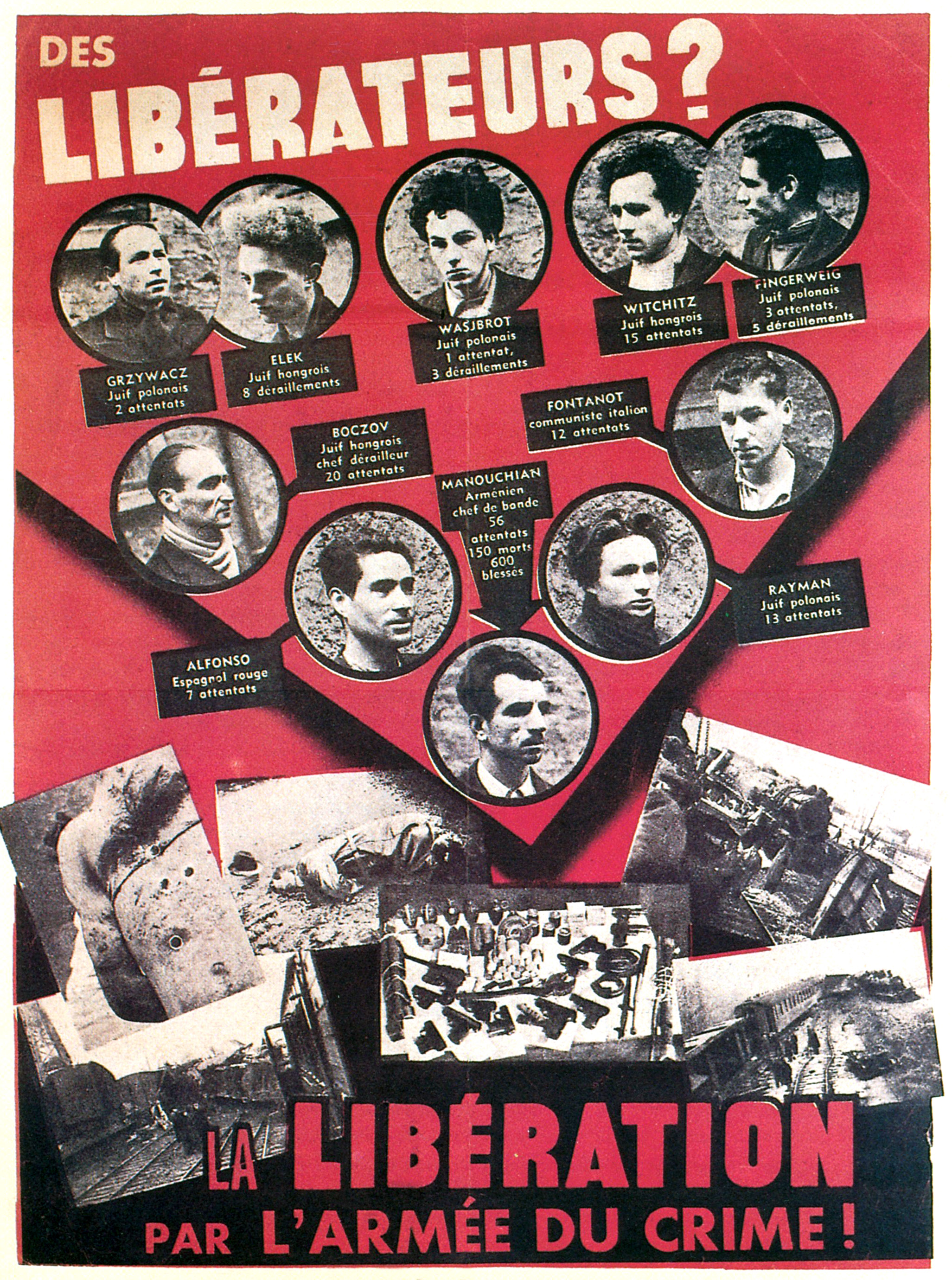
O Cartaz Vermelho

Após essas execuções, a propaganda alemã postou 15 mil exemplares dos famosos cartazes vermelhos com os rostos de dez baleados em medalhões pretos. Ao centro, a foto de Manouchian, com esta inscrição: "Armênio, líder de gangue, 56 ataques, 150 mortes, 600 feridos".
A instalação do Cartaz Vermelho ("Affiche Rouge") nas paredes de Paris, pelo inimigo, produziu o efeito contrário ao esperado: para toda a Resistência, tornou-se o emblema do martírio.
A vida não se dá no tempo, mas no uso.— M. Manouchian.

### Em memória
- Em 1 de março de 1944, L'Humanité, então na clandestinidade, dedicou um parágrafo ao grupo de Manouchian, sem citar nomes.[21]
- Em fevereiro de 1951, a história das vinte e três mortes do grupo foi contada em Páginas de Glória dos 23, livro ilustrado de 200 páginas editado pelas Edições Sociais pela associação da ex-FTP, com posfácio do seu presidente Charles Tillon e um prefácio de Justin Godart.[22]
- Em agosto de 1951, a editora de Moscou publicou o livro "Cartas dos comunistas executados", que segundo o historiador Stéphane Courtois "aparecem imediatamente como críticas implícitas das Páginas de Glória dos 23"[23] e uma obra semelhante publicada cinco anos antes. A versão "soviética" é redigida com muitas cartas, especialmente todas aquelas dos combatentes do Cartaz Vermelho, sinalizando a oposição de Moscou a qualquer grupo "construída sobre a solidariedade e a memória de uma experiência comum".[23]
- Em 15 de março de 1951, o conselho municipal de Paris debateu uma proposta para que uma rua de Paris recebesse o nome de "Grupo Manouchian". Uma comissão de apoio à proposta reuniu os vereadores do XX arrondissement Albert Ouzoulias, ex-soldado de Missak Manouchian, e Madeleine Marxin, a que se juntam o FTP MOI de Toulouse, Claude Lévy. A proposta não obteve sucesso.
- Em 1953, Claude Lévy, colaborador do famoso biólogo Frédéric Joliot-Curie, escreveu com seu irmão mais velho, o editor de arte Raymond Lévy, que estava na mesma 35.ª brigada da FTP, dez contos contendo episódios autênticos da Resistência.[24] A primeira conta a história de Missak Manouchian e seu grupo. Comunistas, os dois irmãos rejeitaram as ofertas de vários editores de se dirigirem a Louis Aragon, diretor da United French Publishers, que lhes respondeu: « Não podemos deixar que as pessoas acreditem que a Resistência Francesa foi feita assim, por tantos estrangeiros. Precisamos afrancesá-la um pouco ».
- Em 28 de outubro de 1954, a prefeitura de Paris votou para combinar os impasses Fleury e du Progrès, no 20º arrondissement, em uma única rue du Groupe-Manouchian.
- Em 1955, por ocasião da inauguração da rua do Grupo Manouchian,[25] Louis Aragon escreveu o poema Groupe Manouchian, publicado em L'Humanité. O poema foi inspirado na última carta que Missak Manouchian dirigiu à sua esposa Mélinée. Este poema foi publicado um ano depois em Le Roman inachevé sob o título Strophes pour se souvenir ("Estrofes para recordar").
- Em 1959, o poema foi musicado por Léo Ferré sob o título L'Affiche rouge.[26] A canção permaneceu censurada, proibida nas rádios e televisões francesas, até 1981.

- Em 1985, Mélinée Manouchian testemunhou em um documentário de Mosco Boucault, Des terroristes à la retraite.[27] e acusou a então liderança do Partido Comunista Francês (PCF) de ter permitido a captura do grupo.[28] Em 14 de junho de 1985, antes da transmissão televisiva, Mélinée Manouchian repetiu perante jornalistas o que afirmou no filme: a sua convicção de que o seu marido, Missak Manouchian, foi sacrificado com os seus homens pelo comissário político da FTP Main d'oeuvre immigrée, Boris Holban. Esta tese é, no entanto, negada pelos historiadores e pelo testemunho de Boris Holban.[29]
- Em 2009, o cineasta marselhano de origem armênia Robert Guédiguian lançou o filme O Exército do Crime, com Simon Abkarian (Missak), Virginie Ledoyen (Mélinée) e Robinson Stévenin (Marcel Rayman).
- Em setembro de 2009, foi realizada a exposição "Armênios na Resistência"[30] na prefeitura do IV arrondissement de Paris.

#### Monumentos

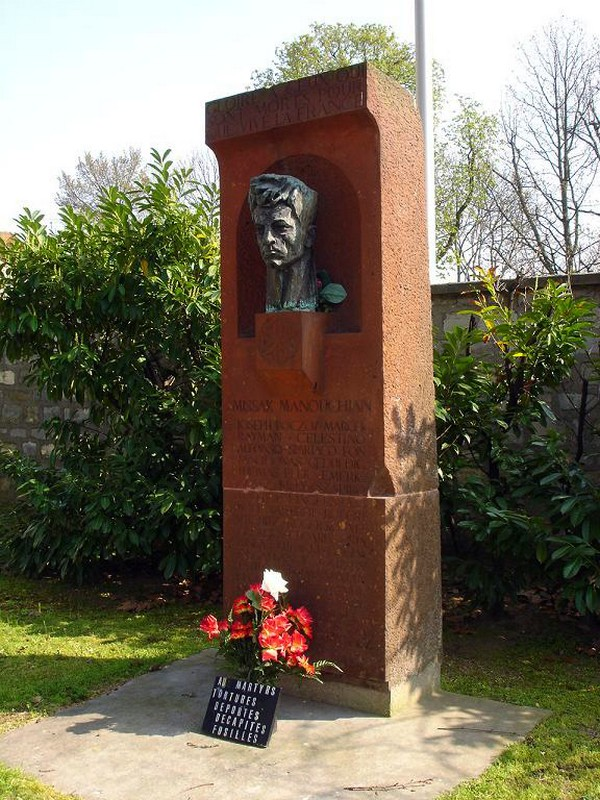
Marco de Missak Manouchian no cemitério parisiense de Ivry

- A Câmara Municipal de Port-de-Bouc deu o nome do grupo de Manouchian a uma avenida e ergueu um marco em homenagem aos "heróis da resistência".
- Em 4 de novembro de 1978, foi inaugurada no cemitério parisiense de Ivry o marco Missak Manouchian, na qual aparecem os nomes dos vinte e três executados, na presença de sua viúva Mélinée, monumento devido ao escultor armênio Ara Haroutiounian, por iniciativa da Associação dos Antigos Resistentes Franceses.
- A prefeitura de Évry deu o nome de Missak Manouchian a um parque às margens do Sena, e erigiu um memorial no próprio local onde ocorreu sua prisão, próximo a este parque, no beco que estende a rua Robert Pissonnier e que corresponde ao acesso à antiga ponte de Évry, hoje destruída.[31]
- Uma placa comemorativa foi colocada em 21 de fevereiro de 2009, pela Câmara Municipal de Paris, na rua de Plaisance 11 (14.º arrondissement de Paris), na presença de ex-combatentes da resistência. Este antigo hotel foi a última casa de Mélinée e Missak Manouchian.

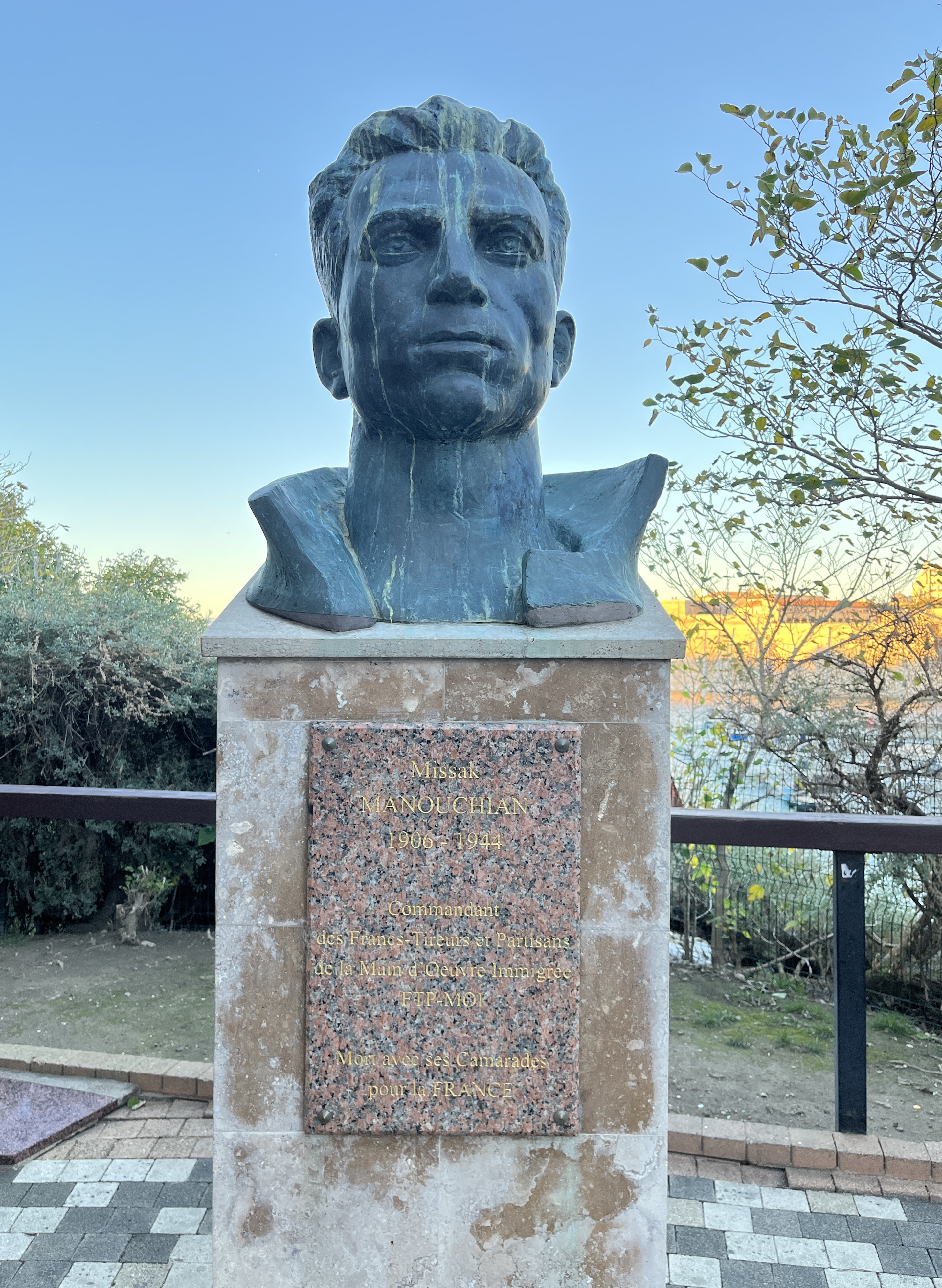
Busto em Marselha

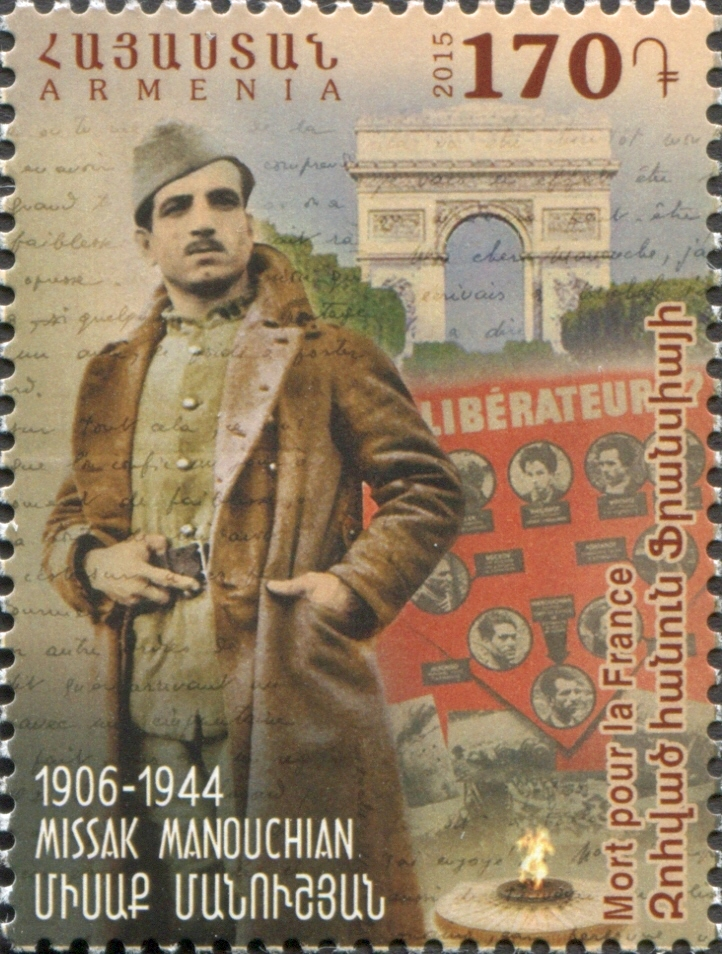
Manouchian em um selo da Armênia de 2015

- Em Marselha, no Boulevard Charles-Livon no distrito de Pharo, foi instalado em 20 de fevereiro de 2010 um busto de Missak Manouchian com a lista dos 22 companheiros executados com ele. A iniciativa foi organizada pela Juventude Armênia da França.
- Em fevereiro e março de 2012, um grande afresco em homenagem ao grupo de Manouchian foi criado no Passage du Surmelin no 20.º arrondissement de Paris pelo artista Popof.
- Em 21 de fevereiro de 2020, por ocasião do aniversário da execução do grupo em 1944, foi inaugurado em Valence, no Drôme, um monumento em homenagem a Manouchian e seu grupo.
- Em Arnouville, uma estela em memória do grupo de Manouchian está localizada na esquina da rua Jean Jaurès com a rua Missak Manouchian. Todos os anos desde 1992, no final de fevereiro, uma homenagem é prestada pela comunidade armênia, a prefeitura e os habitantes.

### Última fotografia
Fotos da execução feitas clandestinamente por um oficial alemão foram publicadas por Serge Klarsfeld em dezembro de 2009.

### Projeto para a entrada de Missak Manouchian no Panteão
Em 19 de dezembro de 2021, foi iniciada uma campanha para a entrada de Missak Manouchian no Panteão. Um texto que reuniu uma dezena de personalidades apareceu no Libération em 13 de janeiro de 2022.
Depois de numerosos artigos de imprensa e numerosas intervenções dos líderes do projeto na mídia, em 23 de março de 2022 foi anunciado que Emmanuel Macron planejava trazer Missak Manouchian para o Panteão. O jornal Le Monde afirmou que tal cerimônia poderia ocorrer no início de 2024, ou seja, para o 80º aniversário da morte do combatente da resistência, aniversário que coincide com os dos desembarques na Normandia e na Provença. Em 17 de junho de 2023, um amigo próximo do Presidente da República confirmou ao France Inter a entrada no Panteão de Missak Manouchian e sua esposa Mélinée Manouchian, marcada para 21 de fevereiro de 2024, o 80.º aniversário de sua morte.

## Comenda
- Médaille de la Résistance française, concedida postumamente (decreto de 31 de março de 1947)[39]